# Diamant synthétique

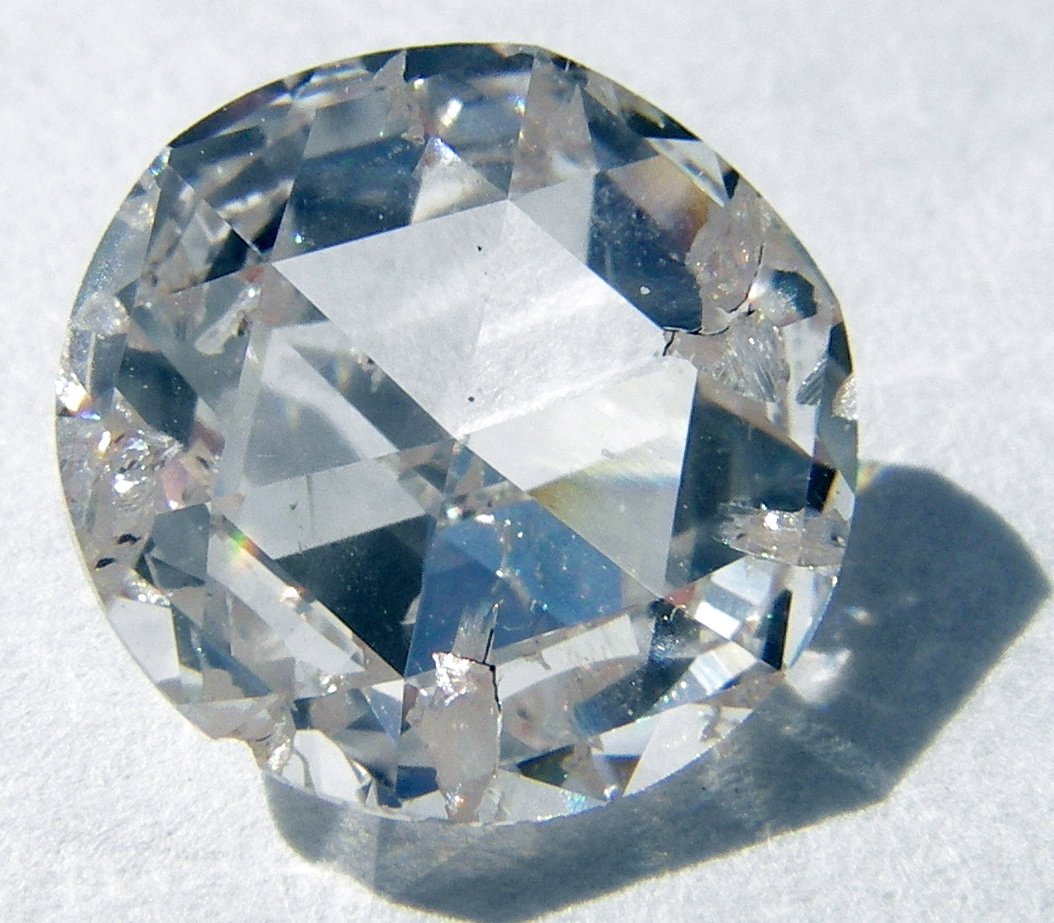
Un diamant synthétique taillé, conçu avec la méthode CVD.

Un diamant synthétique (aussi appelé diamant de synthèse, diamant de laboratoire ou diamant de culture) est produit en utilisant différentes techniques physiques et chimiques, visant à reproduire la structure des diamants naturels.
Ces diamants de synthèse sont utilisés dans l'industrie et peuvent être de qualité variable. Selon plusieurs sources, le marché des diamants synthétiques est en expansion notamment dans les domaines de la joaillerie, de l'électronique et des hautes technologies, qui exigent une qualité et une pureté élevées.
Le marché des diamants de laboratoire est passé de 1 % du marché des diamants bruts de 14 milliards de dollars en 2016 à environ 2 à 3 % en 2019.

## Histoire
La découverte par Smithson Tennant en 1797 du fait que le diamant est une forme cristalline du carbone ouvre la voie aux premières tentatives de synthèse de ce matériau. Il faut attendre un peu moins d'un siècle pour que les premières expériences sérieuses commencent avec James Ballantyne Hannay en 1880 et Henri Moissan en 1893. L'expérience de Moissan ne semble pas avoir été concluante, ce dernier n'ayant obtenu que de la moissanite, autrement dit du carbure de silicium. Celle de Hannay est plus controversée, car il a été impossible de reproduire ses résultats. Plusieurs autres expériences ont eu lieu et seulement deux autres pourraient avoir été un succès : celle d'Otto Ruff en 1917 et celle de Willard Hersey en 1926. Ces expériences ne sont que des débuts hésitants de la synthèse du diamant, la première véritable synthèse a lieu dans les années 1950. 
L'histoire ne reprend donc que le 16 février 1953 à Stockholm en Suède, lors du projet QUINTUS de l'entreprise d'électricité ASEA. La technique, conçue par Baltzar von Platen et le jeune ingénieur Anders Kämpe, sera gardée secrète. Un an plus tard, en 1954, General Electric, plus précisément Tracy Hall, répète l'opération et publie ses résultats dans le magazine Nature. C'est à cette date qu'est officiellement reconnue la création du premier diamant synthétique,.
À la fin des années 1950, De Beers ainsi que les Russes et les Chinois lancèrent la fabrication de diamants synthétiques pour l'industrie. Cela eut pour conséquence de faire chuter la valeur des diamants naturels destinés à l'industrie. Dans les années 80, des chercheurs russes de Novossibirsk, en Sibérie, ont mis au point un appareil de la taille d’un lave-vaisselle, capable de transformer le carbone en diamant. 
La première véritable utilisation des diamants de synthèse en joaillerie (de qualité gemme) débute vers le milieu des années 1990. Mais ce n'est qu'à la fin des années 2010 que ces pierres de synthèse ont commencé à gagner du terrain en joaillerie. C'est ainsi en 2018 qu'aux États-unis la FTC autorise l'usage de diamant synthétique en joaillerie. En 2018 aussi, De Beers a lancé une ligne de bijoux de laboratoire, Lightbox Jewelry. 
De nombreuses autres sociétés se sont développées sur ce marché en forte expansion, depuis la fabrication jusqu'à leur utilisation dans divers procédés industriels (outillage, biotechnologie - voir infra applications), et de nouveaux procédés pour fabriquer des nanodiamants pour les biotechnologies, l'électronique de puissance, etc.

## Propriétés
Les diamants, lorsqu'ils atteignent un certain degré de pureté, combinent des propriétés mécaniques, optiques, thermiques et électroniques exceptionnelles. Les diamants de synthèse peuvent être "dopés" artificiellement au bore, au phosphore ou à l'azote, par exemple, pour modifier leurs propriétés électroniques. L'introduction de défauts dans la structure cristalline (les centres azote-lacune ou NV, par exemple) est également exploitée en physique quantique.

### Cristallinité
Un diamant peut être monocristallin, ou polycristallin, c'est-à-dire fait de nombreux cristaux plus petits. On utilise typiquement les grands diamants monocristallins, nets et transparents en joaillerie. Un diamant polycristallin (Polycrystalline diamond (PCD) en anglais) est constitué de nombreux petits grains facilement visibles à l’œil parce qu'ils absorbent et dispersent beaucoup la lumière. Il est inadapté à la joaillerie et est donc plutôt utilisé pour des applications industrielles comme l’exploitation minière et la fabrication d’outils coupants. Le PCD est souvent décrit par la taille des grains qui le constituent. La taille de ces grains peut aller de quelques nanomètres à plusieurs centaines de micromètres. Les diamants correspondants sont usuellement appelés « nanocristallins » et « microcristallins ».

### Dureté
Le diamant synthétique est la matière la plus dure connue, la dureté étant définie comme la résistance à la rayure et étant notée de 1 (le plus tendre) à 10 (le plus dur), selon l'échelle de dureté minérale de Mohs. La dureté d’un diamant synthétique dépend de sa pureté, de sa perfection cristalline et de son orientation : la dureté est plus élevée pour des cristaux purs et sans défauts, avec un diamant orienté dans la direction [111], soit le long de la plus longue diagonale de la construction cubique du diamant en question. Les diamants nanocristallins produits par dépôt chimique en phase vapeur (Chemical vapor deposition (CVD) en anglais) peuvent avoir une dureté allant de 30 % à 75 % de celle d'un monocristal, et cette dureté peut être contrôlée pour certaines applications spécifiques. Certains diamants monocristallins et certains diamants nanocristallins HPHT sont plus durs qu'aucun diamant naturel connu,,.

### Impuretés et inclusions
Chaque diamant contient d’autres atomes que le carbone dans des concentrations détectables par des méthodes analytiques. Ces atomes peuvent se regrouper en phases macroscopiques appelées inclusions. Les impuretés sont en général évitées, mais peuvent être incorporées, comme moyen de contrôler certaines propriétés du diamant.  
Par exemple, un diamant pur est un isolant électrique, mais un diamant auquel on a ajouté du bore est conducteur, et dans certains cas supraconducteur, lui permettant d’être utilisé pour des applications électroniques. Les impuretés azotées empêchent le mouvement de la structure et placent cette dernière sous une contrainte compressive, augmentant par là sa dureté et sa solidité.

### Conductivité thermique
Le diamant pur est un bon conducteur de chaleur du fait des fortes liaisons covalentes constituant le cristal. La conductivité thermique du diamant pur est la plus élevée connue, derrière celle du graphène, pour un solide à température ambiante. A très basse température, comme pour tous les isolants, sa conductivité électrique est très faible contrairement aux métaux dont la conductivité thermique, comme la conductivité électrique, augmentent lorsque leur température baisse. Les diamants synthétiques monocristallins enrichis en atomes de carbone 12 (99,9 %), isotopiquement purs, ont la plus haute conductivité thermique de tous les matériaux, 30 W/cm/cm.K à température ambiante, soit 7,5 fois plus que le cuivre. La conductivité des diamants naturels est réduite de 1,1 % par le carbone 13 naturellement présent, qui déshomogénéise la structure. Ces propriétés permettent au diamant d'être utilisé comme dissipateur thermique pour des composants électroniques ou opto-électroniques comme des lasers.
La conductivité thermique naturelle du diamant est utilisée par les bijoutiers et autres gemmologues pour différencier un vrai diamant d’une imitation. Ce test repose sur une paire de thermistances alimentées par batterie, montée sur une pointe cuivre. L’une fonctionne comme un dispositif de chauffage pendant que l’autre mesure la température de la pointe de cuivre. Si la pierre testée est un diamant, elle conduira l’énergie thermique de la pointe assez rapidement pour produire une chute de température mesurable. Le test prend 2 à 3 secondes.

## Techniques de synthèse
Quelle que soit la technique de production, il faut plusieurs semaines pour fabriquer les diamants de synthèse,.

### Haute pression, haute température
La technique HPHT (en français Haute pression, haute température) consiste à faire un mélange de carbone (sous une forme abondante) et de métaux de transition (qui feront office de catalyseurs) et à soumettre le tout à une très haute pression (environ 58 000 atmosphères) et température (environ 1 400 °C). La formation du diamant se fait alors par germination et croissance. Dans la méthode du gradient de température, un germe de diamant est inséré dans le réacteur avant la réaction. 
Cette technique ne produit pour l'instant que des diamants de couleurs (jaune, orange, rose et bleu), du fait des inclusions d'azote et d'autres impuretés.
Plusieurs entreprises, comme LifeGem ou Algordanza, utilisent cette technique pour réaliser des diamants composés du carbone issus des cendres de la crémation.

### Dépôt chimique en phase vapeur
La technique CVD (en anglais Chemical vapor deposition; en français Dépôt chimique en phase vapeur) consiste à faire croître le diamant par couches successives. La méthode consiste à placer une couche de diamant (substrat ou graine) dans une chambre où règne typiquement une pression d'un dixième d'atmosphère. De l'hydrogène et du méthane (gaz précurseurs) sont alors injectés et l'ensemble est par la suite ionisé à l'aide d'une décharge micro-onde (fréquence de 2,45 GHz). Un plasma est alors initié et les espèces qui en sont issues (ions, radicaux, etc. provenant des gaz initialement injectés) s'adsorbent sur le substrat. La formation d'une couche de diamant qui croît avec le temps a lieu après diffusion et réaction en surface des espèces réactives. Les diamants pourront être obtenus après découpe de cette couche ; cette dernière peut également servir telle quelle pour l'industrie microélectronique notamment.
Cette technique produit des diamants bien plus purs que ceux qui sont obtenus avec la HPHT.
Un diamant se forme avec cette technique dans un laps de temps compris entre deux et quatre semaines.

## Différence avec les diamants naturels
Faire la différence entre un diamant synthétique et naturel est difficile et peut demander un matériel spécifique. Les diamants synthétiques restent de petite taille et ne peuvent pas encore concurrencer le plus gros diamant brut du monde, le Cullinan, qui pèse 3 106 carats, soit 621 grammes. Le plus gros diamant synthétique jamais produit pèse 155 carats et a été obtenu par des chercheurs de l'université d'Augsburg. Le record du plus gros diamant synthétique de joaillerie est détenu par Courbet, avec la vente d'un diamant de 9 carats en 2019. 
Le géant du diamant naturel De Beers développe plusieurs techniques pour détecter ces nouveaux diamants. Une de ces techniques est de détecter la forme de croissance du diamant, qui n'est pas la même que dans la nature. Ainsi, les diamants obtenus par la méthode HPHT créent des secteurs de croissance en forme de cubes. Certaines formes d'impuretés ne sont également pas présentes dans la nature.
La méthode CVD en revanche, produit des diamants plus difficilement différentiables des diamants naturels, car étant très purs, les impuretés et les zones de croissance cubique sont moins distinguables. Cependant, la pureté quasi parfaite des diamants produits par la méthode CVD peut être un indice de sa nature, induisant ainsi une méfiance quant à l'origine du diamant.

## Applications
Les applications principales sont dans l'industrie :
- Fabrication d'outils : meules, limes, rayonneurs, rodage, découpe, abrasifs, polissage. Les diamants sont selon les applications taillés, fixés, englués, ou mis en suspension dans un silicone colloïdal.

- Amélioration de matériaux : l'ajout de nanodiamants (en faible quantité : 0,5 à 1,5 %), souvent fonctionnalisé ou attachés à une matrice (polymères) en améliore la résistance à l'abrasion et la dureté. L'augmentation de la résistance est obtenue aussi par dépôt sur des surfaces métalliques (électroplaques).
- Biomédical : polissage dentaire.

Les diamants sont également de plus en plus utilisés en électronique et en biotechnologie : 
- comme semi-conducteurs
- pour véhiculer des toxines, ou le PEI800 contre le cancer[25],[26].
- pour de l'imagerie médicale fluorescente, avec des inclusions d'azote, et de la thérapie du cancer par échauffement sous irradiation électromagnétique[27].
- pour mesurer la température in vivo, à 0,05 K près[28].

## Appellation en France
En France, l'usage commercial pour de tels diamants oblige les vendeurs à utiliser le terme "synthétique", de manière à ne pas tromper le client. 
Voici un extrait du décret n° 2002-65 du 14 janvier 2002 relatif au commerce des pierres gemmes et des perles :

« Art. 4 : Les qualificatifs suivants complètent respectivement la dénomination des matières et produits mentionnés ci-dessous :

(...)

- "synthétique" pour les pierres qui sont des produits cristallisés ou recristallisés dont la fabrication provoquée totalement ou partiellement par l'homme a été obtenue par divers procédés, quels qu'ils soient, et dont les propriétés physiques, chimiques et dont la structure cristalline correspondent pour l'essentiel à celles des pierres naturelles qu'elles copient ;

(...)

L'emploi des termes : "élevé", "cultivé", "de culture", "vrai", "précieux", "fin", "véritable", "naturel" est interdit pour désigner les produits énumérés au présent Article. (...) »